# Chatouilleuses
Ne doit pas être confondu avec Les Chatouilleuses.
Les chatouilleuses, surnommées sorodas wa Maore (« soldats de Mayotte » en français), sont des femmes de Mayotte qui se sont battues, dans les années 1960 et 1970, pour réduire l'influence des autres îles de l'archipel des Comores sur Mayotte et arrimer cette dernière à la République française.

## Action
Les chatouilleuses agissaient concrètement là où le parti Mouvement populaire mahorais ne pouvait agir. Sous la conduite de Zéna M’Déré, plusieurs centaines de femmes étaient organisées en commandos et prenaient à partie les responsables politiques comoriens en visite à Mayotte, pour les soumettre à des chatouilles et ainsi les forcer à s'aligner sur leurs positions ou à quitter l'île.
Elles ne se contentaient pas de chatouilles. Lorsque la capitale était encore à Dzaoudzi, elles jetaient toutes les nuits des cailloux sur les toits en tôle des résidences, rendant la vie impossible aux Serrez-la-main, c'est-à-dire les résidents favorables à l'indépendance. 

## Histoire
Le 4 février 1967, Saïd Mohamed Cheikh force les quatre élus mahorais à la démission après l’assaut d'une soixantaine de chatouilleuses contre l'antenne de l'ORTF de Mayotte. Celles-ci protestaient contre un discours condescendant de Cheikh envers elles et plus généralement envers les Mahorais. Treize femmes sont condamnées dont certaines à des peines d'emprisonnement.
Le 13 octobre 1969, la garde comorienne, créée en 1968, ouvre le feu et tue Zakia Madi, l'une de ces chatouilleuses.

## Membres notables
- Zéna M’Déré
- Zakia Madi
- Zaïna Méresse
- Boueni M'titi[1],[6]
- Coco Djoumoi[6]
- Halima Laza Mze, dite colonel Laza[7]
- Mariame Mwatrouwa[8], dite Mouchoula[1],[6]
- Echat Sidi[1]
- Echati Maoulida

## Postérité
L'association des femmes leaders de la vie publique à Mayotte, créée en 2012, s'est donné comme objectif de poursuivre l'engagement des chatouilleuses.

## Dans la littérature
- Alain-Kamal Martial, Zakia Madi : la chatouilleuse (pièce de théâtre), L'Harmattan, coll. « Théâtre des 5 continents / Mémoires », 2004, 107 p. (ISBN 2-7475-6490-8, lire en ligne).
- Soula Said-Souffou, Une vie pour la France : Hommage au combat d'une chatouilleuse de la République (recueil de poèmes en hommage à Zéna M'Déré), L'Harmattan, coll. « Poésie(s) », 2015, 97 p. (ISBN 978-2-343-06640-0).
- Ali Maandhui, Les Chatouilleuses de la République (roman), L'Harmattan, coll. « Lettres de l'océan Indien », 2016, 174 p. (ISBN 978-2-343-10246-7).
- Madi Abdou N'Tro (préf. Linda Rasoamanana), Allégeance sésame (poésie), Paris, L'Harmattan, coll. « Poètes des cinq continents » (no 720), 2018, 57 p. (ISBN 978-2-343-16273-7).
- Yasmina Aouny, Chatouilleuse, Edition du Signe, coll. « Trésors d'Histoires », 2022, 142 p. (ISBN 978-2-7468-4330-1).